# Alejandro Marco-Buhrmester
Alejandro Marco-Buhrmester (Basilea, Suiza, 1964) es un barítono alemán de padre español
Comenzó sus estudios en 1984 en el Musikschule Konservatorium de Berna. En 1987 traslada sus estudios a la Musikakademie de Basilea, y obtiene su primer contrato en el Stadtheater de Biel, como Marcello en La Bohème, bajo la dirección de Jun Märkl. Siguen algunos contratos con el Aalto-Theater de Essen (1989-1992) y el Teatro de Dortmund (1992-1995), cantando Papageno, Guglielmo, Jelezky, Marcello, Danilo o Sharpless. En 1995 se une al conjunto de la Ópera Cómica de Berlín, donde permanece hasta 1999, fecha en que inicia carrera en solitario.
Desde entonces ha cantado como invitado en distintos teatros alemanes (Bielefeld, Saarbrücken, Wiesbaden, Mannheim, Bonn, Frankfurt, la Ópera Alemana de Berlín), y fuera de Alemania (Lucerna, Bergen, Riga), cantando no solo ópera, sino también musicales (Kiss Me, Kate o West Side Story).
En 2003 trabajó como "cover" de Thomas Hampson en la parte de Germont (La traviata), que él mismo encarnó por primera vez con Daniel Barenboim y Peter Mussbach en la Staatsoper Unter den Linden de Berlín.
Ha interpretado diversos papeles secundarios en el Festival de Bayreuth: Konrad Nachtigal y Fritz Kothner en Los maestros cantores de Núremberg bajo la dirección de  Christian Thielemann (2001 y 2002), Reinmar von Zweter en Tannhauser  (2002-2004) con el mismo director, Amfortas en Parsifal bajo la batuta de Pierre Boulez y Adam Fischer (2004-2006), Melot en Tristán e Isolda (2005) con Eiji Oue y Gunther en El ocaso de los dioses en 2006, 2013, 2014 y 2015, bajo la dirección de Christian Thielemann y Kirill Petrenko. En la Ópera de París ha cantado los papeles de Melot y Kurwenal (Tristan und Isolde) en la Ópera de París, dirigido por Esa-Pekka Salonen y Valery Gergiev.
En 2011 debutó en el papel protagonista de San Francisco de Asís de Messiaen en el Teatro Real de Madrid, donde también ha actuado como Melot en 2008 y 2014, y como protagonista de Der Kaiser von Atlantis en 2016. En el Gran Teatro del Liceo de Barcelona participó en 2009 en el estreno de La cabeza del Bautista, de Enric Palomar.